# Col de Tifoujar
Le col de Tifoujar, ou la passe de Tifoujar, est un col de montagne en Mauritanie. Il est situé sur le plateau de l'Adrar, à 400 km au nord-est de la capitale Nouakchott. Le col, entièrement sablonneux, domine une gorge éponyme qui se termine par l'oued el Abiod, ou vallée Blanche, vers l'est et les sables de l'erg Amatlich vers l'ouest.
La région a un climat désertique chaud dans la classification de Köppen. La température moyenne annuelle est de 30 °C. Le mois le plus chaud est le mois de mai, avec des températures moyennes de 35 °C, et le plus froid est le mois de janvier, avec 22 °C. Les précipitations annuelles moyennes sont de 108 mm. Le mois le plus humide est le mois de septembre, avec 46 mm de pluie, et le plus sec est le mois de janvier, avec 1 mm de pluie.